# Bundorf
Bundorf là một đô thị ở Haßberge bang Bavaria thuộc nước Đức.